# 比紹夫山
47°32′26″N 11°10′33″E / 47.54056°N 11.17583°E

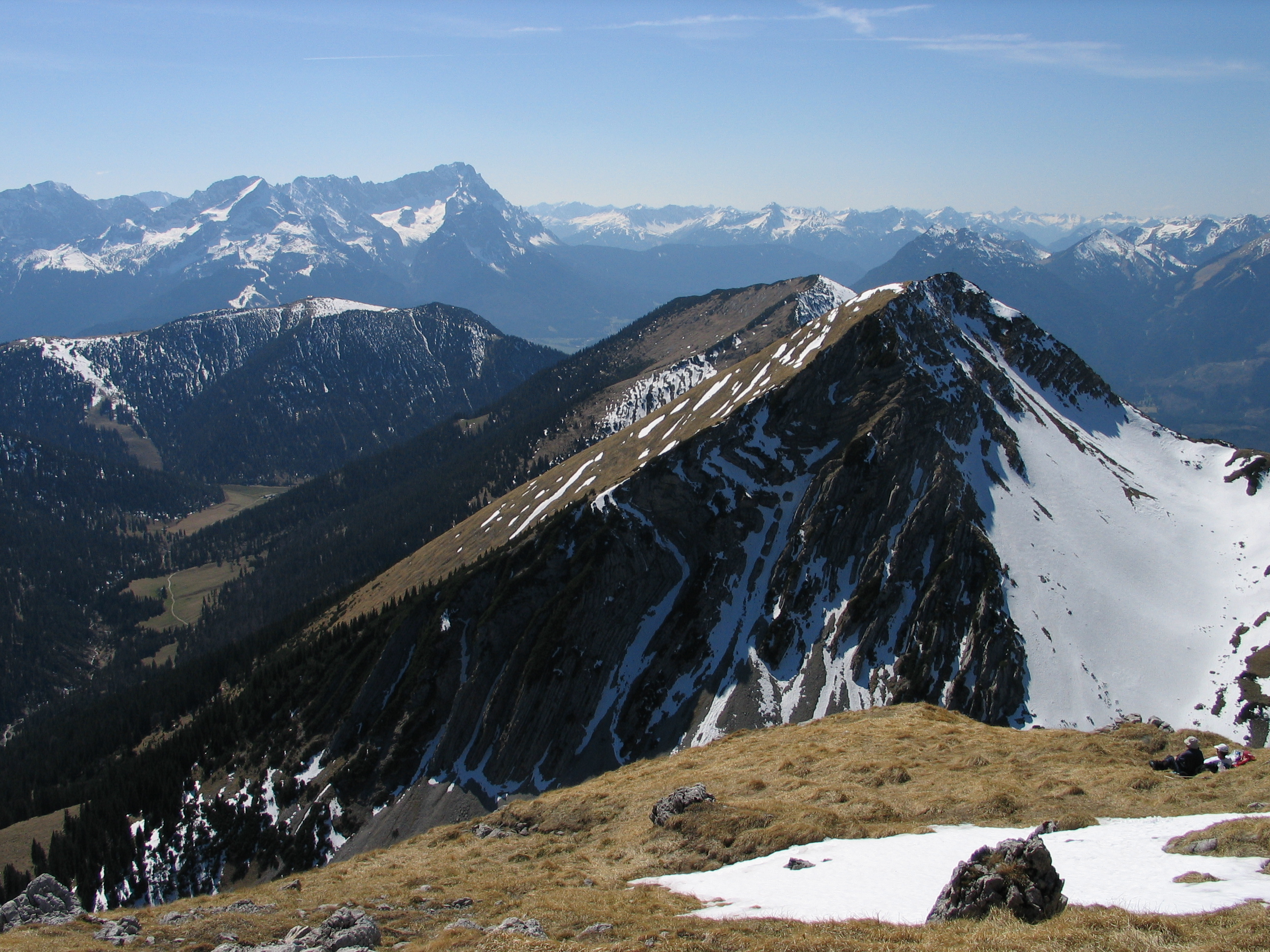

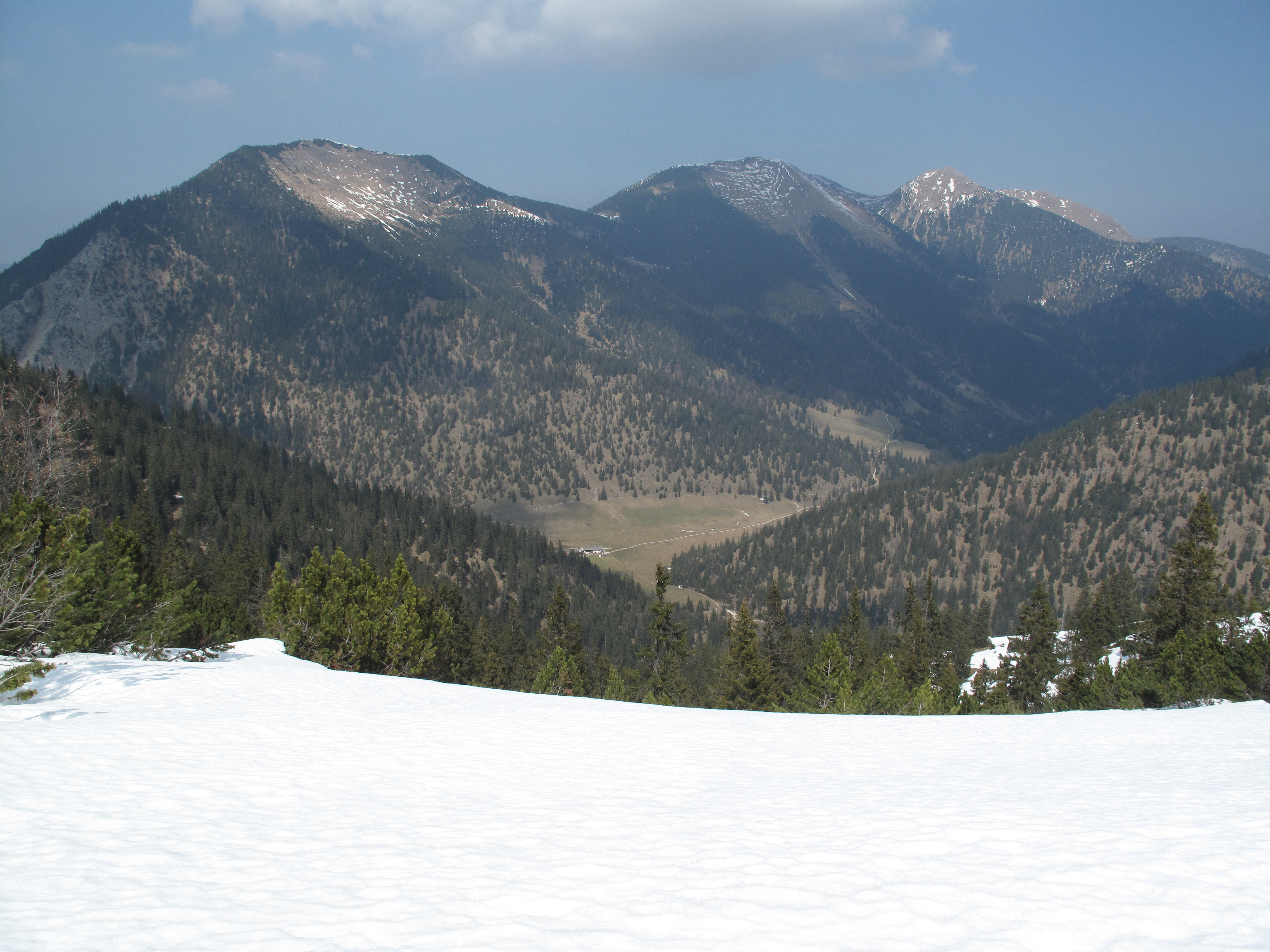

比紹夫山（德語：Bischof），是德國的山峰，位於該國東南部，由巴伐利亞負責管轄，屬於埃斯特爾山脈的一部分，海拔高度2,033米，每年平均降雨量1,666毫米。